# Reedham (Norfolk)
Reedham est un village et une paroisse civile du comté de Norfolk dans l'Est de l'Angleterre. Il est situé sur la rive nord de la rivière Yare, à environ 19 km à l'est de Norwich, à 12,1 km au sud-ouest de Great Yarmouth et à la même distance de Lowestoft, ville dans le comté du Suffolk.